# Amerdingen
Amerdingen település Németországban, azon belül Bajorországban. Lakosainak száma 880 fő (2023. december 31.).

## Népesség
A település népessége az elmúlt években az alábbi módon változott:
| Lakosok száma | 532  | 704  | 454  | 789  | 859  | 847  | 830  | 832  | 856  | 880  |
|               | 1875 | 1950 | 1975 | 1987 | 2012 | 2014 | 2016 | 2017 | 2021 | 2023 |